# Lille Hiawatha
 Lille Hiawatha  er en lille indianerdreng i den tidlige skolealder, som bor i et reservat med sin familie, far, mor og lillesøster. Faren er høvding, og stammen består af krigere og en medicinmand.
Han stammer oprindelig fra en kort tegnefilm fra 1937 af Walt Disney, der bygger over første del af forfatteren H. P. Longfellows episke digt om irokeserlederen Hiawatha. I filmen er Hiawatha for første gang ude på egen hånd i kano og vil gå på jagt, men han ender med at flygte fra en stor bjørn. Den er en del af Silly Symphony-serien.
I tegneserierne er han småpralende og arrogant overfor sin lillesøster Solsikke og drømmer meget om at få lov til at gå på jagt som de voksne. Han kan dog godt være fiffig og klare skurkene, når en sådan optræder i historierne. Hans far er kolerisk og smådoven, hans mor er klog og godhjertet, Solsikke er en klog pige, der ofte må redde ham ud af den knibe, som han roder sig ud i ved sit pral.
Nogen klar forbindelse til den historiske indianerhøvding skal vi ikke forvente.